# Maxera marmorea
Maxera marmorea là một loài bướm đêm trong họ Noctuidae.